# Eleições estaduais no Ceará em 2002
As eleições estaduais no Ceará em 2002 foram realizadas em 6 de outubro (1º turno) e 27 de outubro (2º turno), em conjunto com as eleições gerais no Brasil daquele ano, assim como nos demais 26 estados brasileiros e no Distrito Federal, elegendo o Presidente da República, o Governador, dois Senadores, 22 Deputados Federais e 46 Deputados Estaduais.
O então governador era Tasso Jereissati (PSDB), que terminaria seu segundo mandato consecutivo e não poderia concorrer à reeleição. Tasso disputou uma das duas vagas ao Senado e foi eleito em 1º lugar. O governador incumbente era o também tucano Beni Veras, eleito vice-governador na chapa de Tasso em 1998, que assumiu o posto após a saída do titular.
Oito nomes se apresentaram para concorrer ao executivo, porém Levi Lafetá (PST) teve sua candidatura impugnada pela Justiça Eleitoral. Então, sete candidatos disputaram o governo cearense. Em 6 de outubro, como nenhum dos candidatos obteve mais da metade dos votos válidos, um segundo turno foi realizado com os dois candidatos mais votados: Lúcio Alcântara (PSDB) e José Airton (PT).
A influência da eleição presidencial no estado foi decisiva para uma disputa acirradíssima, fazendo com que o candidato José Airton colasse a imagem de Lula e criando uma onda "Lula Lá, Zé Airton Cá", enquanto Lúcio propunha a continuação do projeto iniciado por Tasso. 
Em 27 de outubro, Alcântara se torna o novo governador do estado, recebendo 1.765.726 votos (50,04%), enquanto seu rival obteve 1.762.679 (49,96%), uma diferença de apenas 3.047 votos, o que representava 0,08% dos votos válidos.
Com a vitória apertada de Alcântara, essa eleição marcou a quinta vitória consecutiva do grupo político tassista, depois de 16 anos no poder.
Para o senado da república, foram eleitos para as duas vagas,  o tucano Tasso Jereissati e Patrícia Saboya (PPS), a qual era partidária de Ciro Gomes, então candidato a presidente.

## Candidatos a governador
Nota: as tabelas a seguir está organizada por ordem alfabética de candidatos.
| Número | Candidato (em ordem alfabética)   | Partido | Vice-candidato                         | Coligação                                                            |
| ------ | --------------------------------- | ------- | -------------------------------------- | -------------------------------------------------------------------- |
| 14     | Cláudia Maria Meneses Brilhante   | PTB     | Jorge Francisco Brás                   | Partido não coligado                                                 |
| 13     | José Airton Félix Cirilo da Silva | PT      | Mariano Araújo Freitas (PCdoB)         | Ceará Diferente PT / PCdoB / PL / PMN / PCB                          |
| 15     | José Sérgio de Oliveira Machado   | PMDB    | Carmem Ulisses Peixoto Esmeraldo (PFL) | O Ceará Que Queremos PMDB / PFL                                      |
| 40     | Wellington Landim                 | PSB     | Pedro Augusto de Sales Gurjão          | Renova Ceará PSB / PSDC / PSC / PSL / PTdoB / PHS / PAN / PGT / PRTB |
| 45     | Lúcio Gonçalo de Alcântara        | PSDB    | Francisco de Queirós Maia Junior       | O Ceará Não Pode Parar PSDB / PPB / PSD / PV                         |
| 12     | Pedro de Albuquerque Neto         | PDT     | Raimundo José Arruda Bastos            | Partido não coligado                                                 |
| 16     | Raimundo Pereira de Castro        | PSTU    | Nericilda Bezerra da Rocha             | Partido não coligado                                                 |

### Candidaturas indeferidas
| Número | Candidato          | Partido | Vice-candidato | Coligação            |
| ------ | ------------------ | ------- | -------------- | -------------------- |
| 18     | Leví Araújo Lafetá | PST     | Não escolhido  | Partido não coligado |

Nota: o Tribunal Superior Eleitoral indeferiu a candidatura de Leví Lafetá (PST), em razão de não ter sido completada a chapa majoritária, não foi escolhido o seu candidato a vice-governador.

## Candidatos a senador
| Nº  | Senador       | Senador                                             | Senador | Senador | Suplentes                                                                   | Coligação Partido(s)                                           | Ref.        |
| Nº  | Candidato (a) | Candidato (a)                                       | Partido | Cargos relevantes | Suplentes                                                                   | Coligação Partido(s)                                           | Ref.        |
| --- | ------------- | --------------------------------------------------- | ------- | --- | --------------------------------------------------------------------------- | -------------------------------------------------------------- | ----------- |
| 131 |               | Mário Mamede Mário Mamede Filho                     | PT      | - Deputado Estadual pelo Ceará (1995-2002) | Samuel Moraes Braga PT José Maria Arruda Pontes PT                          | Outro Ceará No Senado (PT, PL, PCdoB, PMN e PCB)               | [ 3 ] [ 4 ] |
| 152 |               | Paulo Lustosa Paulo de Tarso Lustosa da Costa       | PMDB    | - Ministro da Desburocratização do Brasil (1985-1986). | Iranildo Pereira de Oliveira PMDB Cesar Augusto Pinheiro PMDB               | O Ceará Que Queremos (PMDB e PFL)                              | [ 3 ] [ 4 ] |
| 161 |               | Aguiar Raimundo José Aguiar Ribeiro                 | PSTU    | | Francisco Valdenir Macário PSTU Valdir Alves Pereira PSTU                   | Sem Coligação                                                  | [ 3 ] [ 4 ] |
| 222 |               | Pastor Gelson Ferraz Gelson Ferraz de Medeiros      | PL      | | José Maria Nogueira Lira PL Libânio Rodrigues da Cunha PL                   | Outro Ceará No Senado (PT, PL, PCdoB, PMN e PCB)               | [ 3 ] [ 4 ] |
| 234 |               | Patrícia Gomes Patrícia Lúcia Saboya Ferreira Gomes | PPS     | - Primeira-dama de Fortaleza (1989-1990); - Primeira-dama do Ceará (1991-1994); - Vereadora de Fortaleza (1997-1998); - Deputada Estadual pelo Ceará (1999-2002). | Flávio Torres PDT Francisco de Assis Almeida Filho PTB                      | Frente Trabalhista (PPS, PDT, PTB e PTN)                       | [ 3 ] [ 4 ] |
| 310 |               | Paulo de Tarso Paulo de Tarso Melo Lima             | PHS     | | José Geovani Gomes PHS Samuel Correia da Silva PHS                          | Renova Ceará (PSB, PSDC, PSC, PSL, PTdoB, PHS, PAN, PGT, PRTB) | [ 3 ] [ 4 ] |
| 400 |               | Eudoro Santana Eudoro Walter de Santana             | PSB     | - Deputado Estadual pelo Ceará (1987-2002) | José Iran Ribeiro Sobrinho PSB Valton de Miranda Leitão PSB                 | Renova Ceará (PSB, PSDC, PSC, PSL, PTdoB, PHS, PAN, PGT, PRTB) | [ 3 ] [ 4 ] |
| 456 |               | Tasso Jereissati Tasso Ribeiro Jereissati           | PSDB    | - 50.º e 54 Governador do Ceará (1987-1991, 1995-2002) | Francisco Assis Machado Neto PSDB Francisco das Chagas Alcântara Macedo PPB | O Ceará Não Pode Parar (PSDB, PPB, PSD e PV)                   | [ 3 ] [ 4 ] |

## Resultados

### Governador
No primeiro turno da eleição, o candidato Lúcio Alcântara (PSDB) venceu os concorrentes em um extenso maior número de municípios, contando 171 dos 184 municípios cearenses. Sérgio Machado (PMDB), terceiro colocado na disputa, venceu em 8 municípios. José Airton (PT), o segundo colocado, venceu em três municípios, incluindo a capital do estado, Fortaleza. Já o quarto colocado, Wellington Landim, venceu em 2 municípios.
No segundo turno, Lúcio foi o mais votado em 154 cidades, enquanto José Airton venceu o duelo na capital Fortaleza e em outras 29 cidades do estado.
| Candidato (a)           | Vice                         | 1.º Turno 6 de outubro de 2002 | 1.º Turno 6 de outubro de 2002 | 2.º Turno 27 de outubro de 2002 | 2.º Turno 27 de outubro de 2002 |
| Candidato (a)           | Vice                         | Votação                        | Votação                        | Votação                         | Votação                         |
| Candidato (a)           | Vice                         | Total                          | %                              | Total                           | %                               |
| ----------------------- | ---------------------------- | ------------------------------ | ------------------------------ | ------------------------------- | ------------------------------- |
| Lúcio Alcântara (PSDB)  | Francisco Maia Júnior (PSDB) | 1.625.202                      | 49,79%                         | 1.765.726                       | 50,04%                          |
| José Airton (PT)        | Mariano Freitas (PCdoB)      | 924.690                        | 28,33%                         | 1.762.679                       | 49,96%                          |
| Sérgio Machado (PMDB)   | Carmem Peixoto (PFL)         | 395.699                        | 12,12%                         | Não participaram                | Não participaram                |
| Welington (PSB)         | Pedro Gurjão (PSB)           | 240.189                        | 7,36%                          | Não participaram                | Não participaram                |
| Cláudia Brilhante (PTB) | Jorge Braz (PTB)             | 37.658                         | 1,15%                          | Não participaram                | Não participaram                |
| Pedro Albuquerque (PDT) | Raimundo Arruda Bastos (PDT) | 31.102                         | 0,95%                          | Não participaram                | Não participaram                |
| Raimundão (PSTU)        | Nericilda da Rocha (PSTU)    | 9.707                          | 0,30%                          | Não participaram                | Não participaram                |
| Total de votos válidos  | Total de votos válidos       | 3.264.247                      | 67,93%                         | 3.528.405                       | 73,43%                          |
| Votos apurados          |                              |                                |                                |                                 |                                 |
| Votos válidos           | Votos válidos                | 3.264.247                      | 67,93%                         | 3.528.405                       | 73,43%                          |
| Votos em branco         | Votos em branco              | 165.593                        | 5,07%                          | 46.880                          | 1,33%                           |
| Votos nulos             | Votos nulos                  | 430.295                        | 13,18%                         | 123.948                         | 3,51%                           |
| Total de votos apurados | Total de votos apurados      | 3.860.135                      | 80,33%                         | 3.699.233                       | 76,98%                          |
| Eleitores               |                              |                                |                                |                                 |                                 |
| Comparecimento          | Comparecimento               | 3.860.135                      | 80,33%                         | 3.699.233                       | 76,98%                          |
| Abstenções              | Abstenções                   | 945.124                        | 19,67%                         | 1.106.026                       | 23,02%                          |
| Total de eleitores      | Total de eleitores           | 4.805.259                      | 100%                           | 4.805.259                       | 100%                            |

### Senadores
Nestas eleições, seriam escolhidos dois dos três senadores do Ceará, sendo os dois primeiros colocados, tidos como eleitos.
| Candidato (a)             | 1.º Turno 6 de outubro de 2002 | 1.º Turno 6 de outubro de 2002 |
| Candidato (a)             | Votação                        | Votação                        |
| Candidato (a)             | Total                          | %                              |
| ------------------------- | ------------------------------ | ------------------------------ |
| Tasso Jereissati (PSDB)   | 1.915.781                      | 31,52%                         |
| Patrícia Gomes (PPS)      | 1.864.404                      | 30,67%                         |
| Mário Mamede (PT)         | 908.009                        | 14,94%                         |
| Eudoro Santana (PSB)      | 773.027                        | 12,72%                         |
| Paulo Lustosa (PMDB)      | 415.854                        | 6,84%                          |
| Pastor Gelson Ferraz (PL) | 168.159                        | 2,77%                          |
| Paulo de Tarso (PHS)      | 23.224                         | 0,38%                          |
| Aguiar (PSTU)             | 9.810                          | 0,16%                          |
| Total de votos válidos    | 6.078.268                      | -                              |
| → Votos em branco         | 480.058                        | 7,90%                          |
| → Votos nulos             | 1.161.944                      | 19,12%                         |
| Total                     | 7.720.270                      | -                              |
| Abstenções                | 945.124                        | 19,67%                         |
| Total de inscritos        | 4.805.259                      | 100%                           |

## Deputados federais eleitos
Para o quadriênio 2003-2006, foram eleitos 22 parlamentares para representar o estado na Câmara dos Deputados do Brasil.
| Deputados Federais eleitos no Ceará em 2002 | Deputados Federais eleitos no Ceará em 2002 | Deputados Federais eleitos no Ceará em 2002 | Deputados Federais eleitos no Ceará em 2002 | Deputados Federais eleitos no Ceará em 2002 | Deputados Federais eleitos no Ceará em 2002 | Deputados Federais eleitos no Ceará em 2002 |
| Candidato (a)                               | Partido                                     | N.º Eleitoral                               | Votos                                       | %                                           | Origem                                      | Campo                                       |
| ------------------------------------------- | ------------------------------------------- | ------------------------------------------- | ------------------------------------------- | ------------------------------------------- | ------------------------------------------- | ------------------------------------------- |
| Inácio Arruda                               | PCdoB                                       | 6565                                        | 302.627                                     | 8,34%                                       | Fortaleza, CE                               | Governo                                     |
| Moroni Torgan                               | PFL                                         | 2525                                        | 224.242                                     | 6,18%                                       | Porto Alegre, RS                            | Oposição                                    |
| Eunício Oliveira                            | PMDB                                        | 1533                                        | 193.651                                     | 5,33%                                       | Lavras da Mangabeira, CE                    | Oposição                                    |
| Bismarck Maia                               | PSDB                                        | 4567                                        | 158.827                                     | 4,37%                                       | Fortaleza, CE                               | Oposição                                    |
| Leo Alcântara                               | PSDB                                        | 4505                                        | 143.742                                     | 3,96%                                       | Fortaleza, CE                               | Oposição                                    |
| Roberto Pessoa                              | PFL                                         | 2580                                        | 125.908                                     | 3,47%                                       | Fortaleza, CE                               | Oposição                                    |
| João Alfredo                                | PT                                          | 1313                                        | 112.144                                     | 3,09%                                       | Fortaleza, CE                               | Governo                                     |
| Vicente Arruda                              | PSDB                                        | 4595                                        | 110.183                                     | 3,03%                                       | Granja, CE                                  | Oposição                                    |
| Raimundo Matos                              | PSDB                                        | 4511                                        | 98.353                                      | 2,71%                                       | Fortaleza, CE                               | Oposição                                    |
| Pinheiro Landim                             | PMDB                                        | 1515                                        | 90.993                                      | 2,50%                                       | Solonópole, CE                              | Oposição                                    |
| Aníbal Ferreira Gomes                       | PMDB                                        | 1500                                        | 90.626                                      | 2,49%                                       | Rio de Janeiro, DF                          | Oposição                                    |
| Leônidas Cristino                           | PPS                                         | 2345                                        | 90.599                                      | 2,49%                                       | Coreaú, CE                                  | Oposição                                    |
| Pimentel                                    | PT                                          | 1331                                        | 86.530                                      | 2,38%                                       | Picos, PI                                   | Governo                                     |
| Almeida de Jesus                            | PL                                          | 2222                                        | 85.727                                      | 2,36%                                       | Limoeiro do Norte, CE                       | Governo                                     |
| Marcelo Teixeira                            | PMDB                                        | 1511                                        | 85.033                                      | 2,34%                                       | Fortaleza, CE                               | Oposição                                    |
| Rommel Feijó                                | PSDB                                        | 4566                                        | 83.777                                      | 2,30%                                       | Juazeiro do Norte, CE                       | Oposição                                    |
| Padre Zé                                    | PPB                                         | 1110                                        | 83.161                                      | 2,29%                                       | Sobral, CE                                  | Oposição                                    |
| Antônio Cambraia                            | PSDB                                        | 4545                                        | 82.921                                      | 2,28%                                       | Senador Pompeu, CE                          | Oposição                                    |
| Ariosto Holanda                             | PSDB                                        | 4588                                        | 82.712                                      | 2,28%                                       | Limoeiro do Norte, CE                       | Oposição                                    |
| Arnon Bezerra                               | PSDB                                        | 4551                                        | 82.263                                      | 2,26%                                       | Crato, CE                                   | Oposição                                    |
| Zé Gerardo Arruda                           | PMDB                                        | 1599                                        | 63.138                                      | 1,74%                                       | Fortaleza, CE                               | Oposição                                    |
| Pastor Pedro Ribeiro                        | PL                                          | 2233                                        | 51.278                                      | 1,41%                                       | Pacajus, CE                                 | Governo                                     |

| Representação Eleita - Câmara dos Deputados (Ceará) - 2002 | Representação Eleita - Câmara dos Deputados (Ceará) - 2002 | Representação Eleita - Câmara dos Deputados (Ceará) - 2002 | Representação Eleita - Câmara dos Deputados (Ceará) - 2002 | Representação Eleita - Câmara dos Deputados (Ceará) - 2002 |
| Partido                                                    | Cadeiras                                                   | +/- (1998)                                                 | Coligação                                                  | Mais Votado                                                |
| ---------------------------------------------------------- | ---------------------------------------------------------- | ---------------------------------------------------------- | ---------------------------------------------------------- | ---------------------------------------------------------- |
| PSDB                                                       | 8                                                          | 3                                                          | O Ceará Não Pode Parar                                     | Bismarck Maia                                              |
| PMDB                                                       | 5                                                          | 1                                                          | O Ceará Que Queremos                                       | Eunício Oliveira                                           |
| PFL                                                        | 2                                                          | 1                                                          | O Ceará Que Queremos                                       | Moroni Torgan                                              |
| PL                                                         | 2                                                          | 2                                                          | Ceará Diferente                                            | Almeida de Jesus                                           |
| PT                                                         | 2                                                          | 2                                                          | Ceará Diferente                                            | João Alfredo                                               |
| PCdoB                                                      | 1                                                          | =                                                          | Ceará Diferente                                            | Inácio Arruda                                              |
| PPS                                                        | 1                                                          | 1                                                          | PDT, PTN, PPS                                              | Leônidas Cristino                                          |
| PPB                                                        | 1                                                          | =                                                          | O Ceará Não Pode Parar                                     | Padre Zé                                                   |

## Eleição presidencial
Na disputa presidencial, o ex-governador do Ceará, Ciro Gomes (então PPS), foi o mais votado pelos cearenses, recebendo 1.529.623 votos (44,48%), contra 1.353.339 votos (39,36%) atribuídos a Luiz Inácio Lula da Silva (PT). Lula, na disputa com José Serra (PSDB) no segundo turno, desbancou seu oponente por larga vantagem no Ceará - 2.497.143 votos (71,78%), contra 981.609 (28,21%) do tucano.
Segundo dados do TSE (Tribunal Superior Eleitoral), os resultados da eleição no Ceará foram estes:

### Presidente no Ceará (Primeiro Turno)

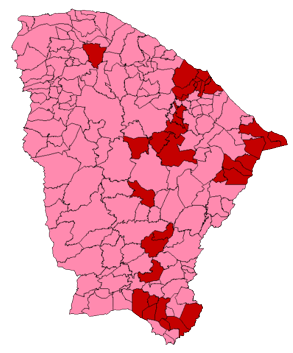
Votação para presidente por municipios no Ceará em 2002 (1º turno)

| Candidato a presidente         | Candidato a vice-presidente   | Partido/Coligação                       | Votos/Porcentagem  |
| ------------------------------ | ----------------------------- | --------------------------------------- | ------------------ |
| Ciro Gomes (PPS)               | Paulinho da Força (PTB)       | "Frente Trabalhista" (PPS/PTB/PDT)      | 1.529.623 (44,49%) |
| Luiz Inácio Lula da Silva (PT) | José Alencar (PL)             | "Lula Presidente" (PT/PL/PCdoB/PMN/PCB) | 1.353.339 (39,36%) |
| José Serra (PSDB)              | Rita Camata (PMDB)            | "Grande Aliança" (PSDB/PMDB)            | 293.425 (8,53%)    |
| Anthony Garotinho (PSB)        | José Antônio Figueiredo (PSB) | "Brasil Esperança" (PSB/PGT/PTC)        | 256.879 (7,47%)    |
| José Maria de Almeida (PSTU)   | Dayse Oliveira (PSTU)         | PSTU                                    | 4.456 (0,13%)      |
| Rui Costa Pimenta (PCO)        | Pedro Paulo (PCO)             | PCO                                     | 652 (0,02%)        |

### Presidente no Ceará (Segundo Turno)
| Candidato a presidente         | Candidato a vice-presidente | Partido/Coligação                       | Votos/Porcentagem  |
| ------------------------------ | --------------------------- | --------------------------------------- | ------------------ |
| Luiz Inácio Lula da Silva (PT) | José Alencar (PL)           | "Lula Presidente" (PT/PL/PCdoB/PMN/PCB) | 2.497.143 (71,78%) |
| José Serra (PSDB)              | Rita Camata (PMDB)          | "Grande Aliança" (PSDB/PMDB)            | 981.609 (28,22%)   |

## Deputados estaduais eleitos
Representação eleita
  PSDB: 17
  PT: 5
  PMDB: 5
  PPS: 4
  PL: 3
  PPB: 2
  PSB: 2
  PHS: 2
  PSD: 1
  PFL: 1
  PDT: 1
  PST: 1
  PSL: 1
  PCdoB: 1

Fonteː
| Número | Deputados estaduais eleitos | Partido | Votação | Percentual | Cidade onde nasceu   | Unidade federativa |
| 41234  | Del. Francisco Cavalcante   | PSD     | 140.829 | 3,91%      | Fortaleza            | Ceará              |
| 13222  | Artur Bruno                 | PT      | 87.300  | 2,42%      | Fortaleza            | Ceará              |
| 45150  | Moésio Loiola               | PSDB    | 74.747  | 2,07%      | Groaíras             | Ceará              |
| 13121  | Luizianne Lins              | PT      | 60.821  | 1,69%      | Fortaleza            | Ceará              |
| 22222  | Ronaldo Martins             | PL      | 54.117  | 1,50%      | São Paulo            | São Paulo          |
| 45000  | João Jaime                  | PSDB    | 51.603  | 1,43%      | Fortaleza            | Ceará              |
| 45555  | Marcos Cals                 | PSDB    | 51.253  | 1,42%      | Recife               | Pernambuco         |
| 23456  | Ivo Gomes                   | PPS     | 50.326  | 1,40%      | Sobral               | Ceará              |
| 45222  | Dr. Raimundo Macêdo         | PSDB    | 48.364  | 1,34%      | Aurora               | Ceará              |
| 45300  | Idemar Citó                 | PSDB    | 47.436  | 1,32%      | Tauá                 | Ceará              |
| 65165  | Chico Lopes                 | PC do B | 47.402  | 1,31%      | Fortaleza            | Ceará              |
| 45140  | Adahil Barreto              | PSDB    | 46.447  | 1,29%      | Iguatu               | Ceará              |
| 45999  | Meyre Costa Lima            | PSDB    | 46.355  | 1,29%      | Maracanaú            | Ceará              |
| 23000  | Mauro Filho                 | PPS     | 45.399  | 1,26%      | Fortaleza            | Ceará              |
| 45145  | Manoel Veras                | PSDB    | 44.575  | 1,24%      | Crateús              | Ceará              |
| 15333  | Domingos Filho              | PMDB    | 44.089  | 1,22%      | Fortaleza            | Ceará              |
| 45888  | Agenor Neto                 | PSDB    | 43.826  | 1,22%      | Iguatu               | Ceará              |
| 25147  | Ana Paula Cruz              | PFL     | 42.633  | 1,18%      | Juazeiro do Norte    | Ceará              |
| 13580  | Iris Tavares                | PT      | 41.905  | 1,16%      | Juazeiro do Norte    | Ceará              |
| 45111  | Osmar Baquit                | PSDB    | 41.280  | 1,14%      | Quixadá              | Ceará              |
| 22125  | Dr. Jaziel Pereira          | PL      | 41.100  | 1,14%      | Barroquinha          | Ceará              |
| 23111  | Francisco de Aguiar         | PPS     | 40.212  | 1,12%      | Fortaleza            | Ceará              |
| 45455  | Gony Arruda                 | PSDB    | 39.357  | 1,09%      | Granja               | Ceará              |
| 45144  | Rogério Aguiar              | PSDB    | 37.913  | 1,05%      | Marco                | Ceará              |
| 45678  | Fernando Hugo               | PSDB    | 37.312  | 1,03%      | Fortaleza            | Ceará              |
| 45645  | Tânia Gurgel                | PSDB    | 35.645  | 0,99%      | Acopiara             | Ceará              |
| 15150  | Carlomano Marques           | PMDB    | 34.930  | 0,97%      | Iguatu               | Ceará              |
| 45333  | Pedro Timbó                 | PSDB    | 34.627  | 0,96%      | Crato                | Ceará              |
| 23444  | Zezinho Albuquerque         | PPS     | 33.973  | 0,94%      | Massapê              | Ceará              |
| 45170  | Vasques Landim              | PSDB    | 33.036  | 0,92%      | Missão Velha         | Ceará              |
| 45666  | Sineval Roque               | PSDB    | 32.264  | 0,89%      | Saboeiro             | Ceará              |
| 40114  | Gislaine Landim             | PSB     | 31.685  | 0,88%      | Brejo Santo          | Ceará              |
| 13123  | José Guimarães              | PT      | 31.613  | 0,88%      | Quixeramobim         | São Paulo          |
| 11111  | Valdomiro Távora            | PPB     | 30.893  | 0,86%      | Fortaleza            | Ceará              |
| 11234  | Marcos Tavares              | PPB     | 29.479  | 0,82%      | Fortaleza            | Ceará              |
| 13654  | Nelson Martins              | PT      | 29.322  | 0,81%      | Hidrolândia          | Ceará              |
| 15999  | Inês Arruda                 | PMDB    | 28.387  | 0,79%      | Caucaia              | Ceará              |
| 15678  | Pedro Uchoa                 | PMDB    | 27.915  | 0,77%      | Acopiara             | Ceará              |
| 22345  | Lucílvio Girão              | PL      | 26.905  | 0,75%      | Maranguape           | Ceará              |
| 15155  | Sérgio Benevides            | PMDB    | 26.289  | 0,73%      | Itapipoca            | Ceará              |
| 40000  | Antônio Granja              | PSB     | 24.682  | 0,68%      | Jaguaribara          | Ceará              |
| 12350  | Heitor Férrer               | PDT     | 22.614  | 0,63%      | Lavras da Mangabeira | Ceará              |
| 18810  | Gomes Farias                | PST     | 18.104  | 0,50%      | Ipu                  | Ceará              |
| 31777  | Francisco Caminha           | PHS     | 15.095  | 0,42%      | Fortaleza            | Ceará              |
| 17618  | Lêda Moreira                | PSL     | 13.140  | 0,36%      | Fortaleza            | Ceará              |
| 31321  | Gilberto Rodrigues          | PHS     | 13.126  | 0,36%      | Russas               | Ceará              |